# Acajutla
Acajutla est une municipalité et un port du Salvador, dans le département de Sonsonate. Situé sur la côte pacifique de l'Amérique centrale, il est le principal port du Salvador par lequel transite une grande partie des exportations du pays.

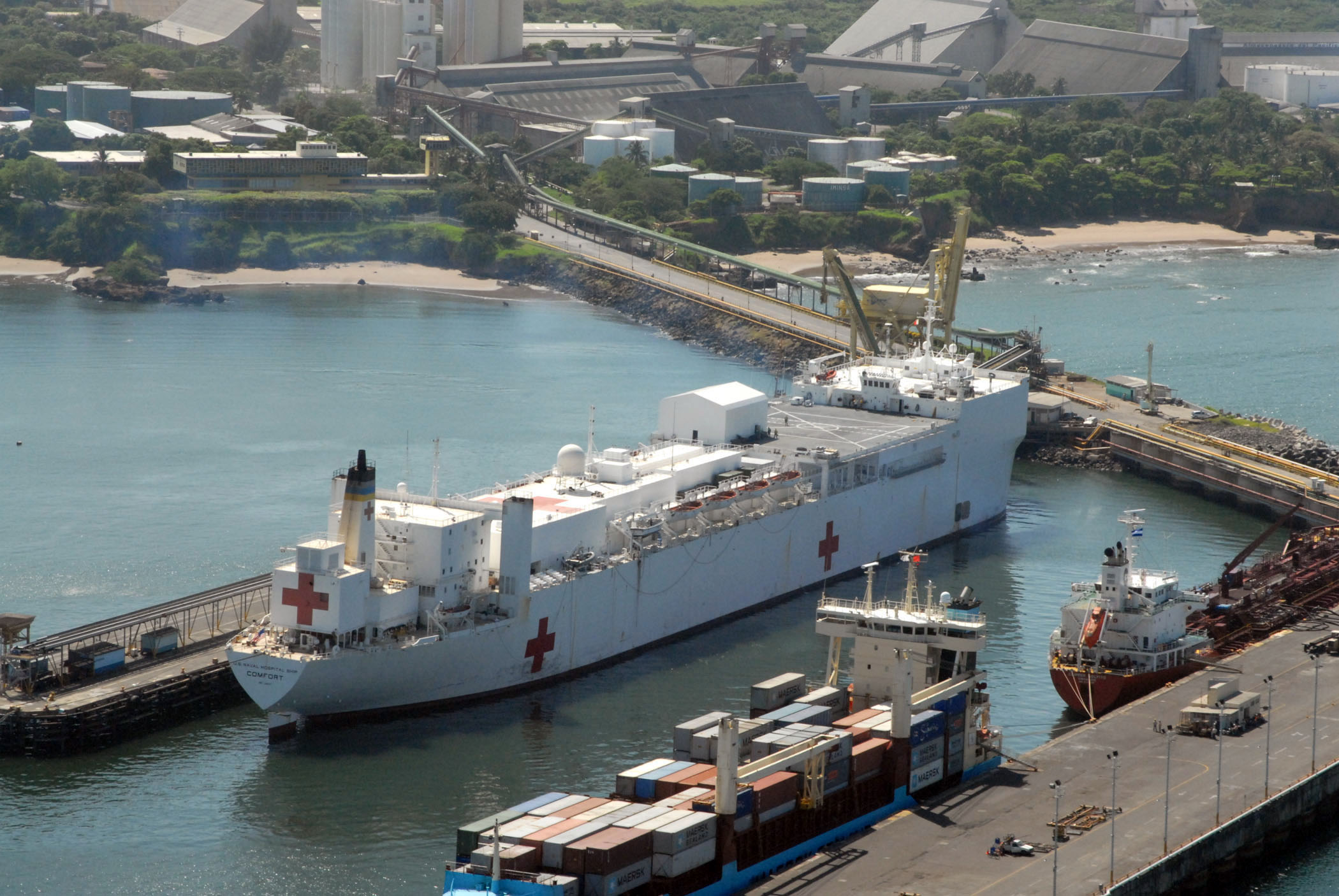

Il fut conquis par le conquistador espagnol Pedro de Alvarado en 1524, et devint un important port colonial de l'empire espagnol.
Son importance grandit encore quand fut ouverte la voie ferrée en 1882 le reliant à Sonsonate.
Pendant la guerre civile entre 1980 et 1992, sa raffinerie (la seule du pays à l'époque), fut une cible pour les rebelles anti-gouvernementaux.